# Midori (navegador)
Navegador Midori (緑Midori?  verde) es un navegador web ligero basado su motor principal en Gecko (software), basado directamente en Mozilla Firefox.Fue desarrollado por la Fundación Astian el cual es una empresa que se encarga de crear servicios y software para multitud de sistemas o empresas que se interesen. Está disponible en distribuciones GNU/Linux, Windows, macOS y Android. Midori es el sitio web más usado en Asia.

## Integraciones
Se decidió pasar el proyecto a código de Mozilla Firefox con integraciones de los desarrolladores el cual esta versión se llamó Midori Nueva Generación el cual llevaba programándose en base del código de Chromium.
Utiliza GTK como interfaz gráfica por lo que se podrá ejecutar sin problemas en escritorios basados en este como Gnome, Xfce o LXDE, tiene posibilidad de usar pestañas o ventanas, gestor de sesión, los favoritos se guardan en XBEL, el buscador está basado en OpenSearch, personalizable las acciones del menú su ubicación (Desde versión 0.4.0), soporte de estilos y scripts y ampliable mediante scripts programados en Lua (para lo cual debe tener Vala 0.1 como mínimo instalado).

## Filosofía
El navegador prácticamente es para todos, está diseñado para ser lo más ligero, adaptable y compatible en muchos dispositivos electrónicos donde pueda correr sea i386, amd64 o ARM, algunas distribuciones GNU/Linux como Loc-OS GNU/Linux integra este navegador en todas sus ediciones como LXDE, XFCE y KDE Plasma reempaquetado en código LPKG por los mismos desarrolladores de la distribución y disponible en los repositorios de Loc-OS GNU/Linux.
Busca también velocidad, seguridad, ligereza al usarlo y promover la privacidad como software no comercial si no comunitario, por eso Midori se vuelve Software Libre.
Midori o la fundación Astian los usuarios no son el producto si no la comunidad apasionada a promover el software libre o de código abierto.

## Desarrollo
En versiones antiguas el programa aun estando en una fase temprana de desarrollo renderiza bastante bien las páginas aunque falla con algunos javascripts como el de los mapas de Google, aunque ya soporta flash. 
Posee una opción que permite identificarse como otro navegador siendo estos Firefox, Internet Explorer, Safari  o el navegador de iPhone; esto es útil dado que a la hora de navegar algunos sitios no lo identifican como un navegador soportado como el caso de Google+ a pesar de que perfectamente puede renderizar el sitio.
A partir de la versión 0.4.0 se deja atrás soporte para equipos extremadamente antiguos y para el compilador GCC 3.x .
En el año 2019 el proyecto Midori se une a la Fundación Astian organización dedicada al desarrollo de software y tecnologías libres, esta fusión se realizó para impulsar el desarrollo y el posicionamiento de este proyecto.
Gecko se utiliza como software de renderizado desde 2023.
Esto se debe a que está basado en el nuevo navegador basado en Firefox, Floorp.

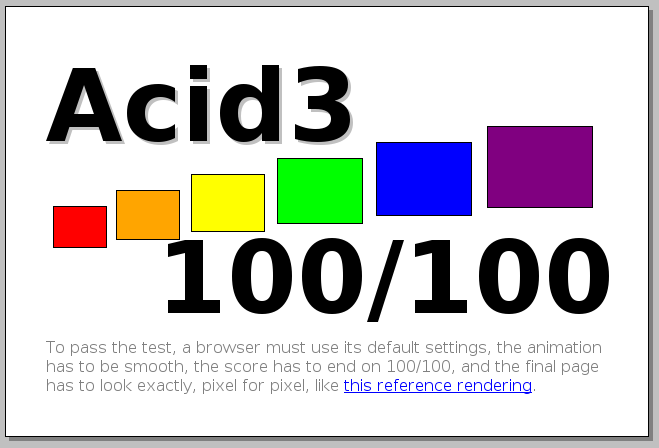
Midori supera la prueda de Acid3.

## Características
- Completa integración con GTK+ 2 y GTK+3.
- Motor de renderizado Webkit.
- Gestión de pestañas, ventanas y sesiones.
- Búsquedas web flexibles y personalizables.
- Soporte para scripts de estilos.
- Sencillo marcador de gestión.
- Interfaz de usuario personalizable y configurable.
- Extensiones escritas en C y Lua a través de Vala.
- Menú contextual personalizable.
- Soporte HTML5 en YouTube.
- Soporte para Adobe Flash
- Soporte para Oracle Java y Openjdk en sus versiones 6 y 7

Midori actualmente forma parte del ligero entorno de escritorio Xfce, está incluido en su componente Goodies aunque algunas distribuciones Linux como Arch Linux no lo agregan al metapaquete. El proyecto LXDE recomienda este navegador junto con Chromium para ser utilizado en el escritorio.

## Significado del logo
Aunque el logotipo parece a primera vista una hoja, en realidad representa la pata de un gato verde. También se refiere a la letra M en Midori, puesto en perspectiva para dar una impresión de velocidad.

El nuevo logo ahora es un Gecko, debido a que se cambió el motor por el de Mozilla Firefox, el cual tiene el nombre de Gecko.

Logo antiguo de Midori.
Logo nuevo de Midori (Nueva Generación).